# 초평항 (진도군)
초평항(草坪港)은 전라남도 진도군 의신면 초사리와 금계리에 걸쳐 있는 어항이다. 1983년 12월 9일 지방어항으로 지정되었고, 2017년 4월 7일 국가어항으로 지정되었다.

주민들은 주로 어업에 종사하고 있으며, 어업인구는 100여명, 어선은 150여척이 조업을 한다.

## 어항 연혁
- 초평항은 진도군 남동쪽에 위치하며 초사 어촌게를 중심으로 3개 어촌계 어업 근거지 항으로 진도군에서 어업활동이 가장 활발한 어항이다.

## 어항 구역
- 전남 진도군 의신면 초사리
  - 육역 : 전라남도 진도군 외신면 초사리 390-25 등 8필지 (10,809m2)
  - 수역 : 동기미산 해안도로지점(X=202,450 Y=139,540)에서 정남방향 418m 나아간 해상점과 이점에서 정서방향으로 545m 나아간 육지점(X=201,990 Y=138,956)을 순차적으로 연결한 선내의 공유수면 (256,404m2)
- 전라남도 진도군 외신면 금계리
  - 육역 : 금계리 1212-28 등 3필지 (3,735m2)
  - 수역 : 희동방파제 북측지점(X=202,967 Y=139,678)에서 정동에서 남측으로 43°방향 175m 나아간 해상점, 이점에서 정남방향 135m 나아간 해상점 및 이점에서 정서방향 230m 나아간 육지점 (X=202,713 Y=139,576)을 순차적으로 연결한 선내의 공유수면 (44,072m2)[1]

## 어항 시설
- 방파제 357 물양장 126m, 호안 40m

## 기본 계획
- 외곽시설 390m, 물양장 240m, 선착장 150m , 준설4,000m3[2]

## 주요 어종
- 돔, 민어, 숭어, 낙지, 장어, 문어